# Simone Koch
Simone Koch (Drezda, 1969. október 25. –) német műkorcsolyázó.

## Pályafutása
Simone Koch hosszú éveken keresztül az SC Einheit Dresden színeiben korcsolyázott. Az első tripla ugrásait, Ingeburg Walternél (edző a Dresdner EC-ben) tanulta. Később Ingrid Lehmann lett az edzője, az SC Einheit Berlinben folytatta pályafutását.
1983-ban 14 évesen már junior világbajnok volt. 1984-ben a Junior világbajnokságon egy másik NDK-beli korcsolyázó, Karin Hendschke megelőzte. Az ezután következő években Simone Koch Katarina Witt első számú konkurenciája lett. 1989-ben titkos esélyesnek számított az Európa-bajnokságon. A hazai bajnokságon azonban ketten is, Evelyn Großmann és Simone Lang is megelőzte, így ki sem jutott az Európa-bajnokságra. 1992-ben és 1993-ban elindult hazája bajnokságán, de a nemzetközi versenyeken való indulásra nem szerzett már jogot.
Simone Koch jelenleg Berlinben él. Házas, férje Günter Schnabel. Három gyermekük van.

## Eredményei
| Esemény               | 1983 | 1984 | 1985 | 1986 | 1987 | 1988 | 1989 | 1990 | 1991 | 1992 | 1993 |
| --------------------- | ---- | ---- | ---- | ---- | ---- | ---- | ---- | ---- | ---- | ---- | ---- |
| Téli olimpia          |      |      |      |      |      | 9.   |      |      |      |      |      |
| Világbajnokság        |      |      | 14.  | 12.  |      | 8.   |      |      |      |      |      |
| Európa-bajnokság      |      | 7.   | 4.   |      |      | 5.   |      |      |      |      |      |
| Junior világbajnokság | 1.   | 2.   |      |      |      |      |      |      |      |      |      |
| NDK bajnokság         |      | 2.   | 3.   | 3.   | 3.   | 2.   | 3.   |      |      |      |      |
| Német bajnokság       |      |      |      |      |      |      |      |      |      | 6.   | 7.   |